# Sphaeralcea parvifolia
Sphaeralcea parvifolia är en malvaväxtart som beskrevs av Aven Nelson. Sphaeralcea parvifolia ingår i släktet klotmalvor, och familjen malvaväxter. Inga underarter finns listade i Catalogue of Life.